# Sân bay Konarak
Sân bay Konarak là một sân bay ở Chabahar, Iran (IATA: ZBR, ICAO: OIZC). Sân bay này có 2 đường băng bề mặt asphalt.

## Các hãng hàng không và các tuyến điểm
Hiện có các hãng hàng không sau đang hoạt động tại sân bay Konarak:
- Iran Air (Bandar Abbas, Tehran, Zahedan)
- Iran Air Tours (Zahedan)